# 야인시대의 등장인물
이 문서는 야인시대의 등장인물 목록을 정리한 문서이다.

## 등장인물
|  | * 아래 화살표(→)는 같은 캐릭터를 1부와 2부에 맡은 배우를 각각 표시한다. |

### 주요 인물
- 안재모 → 김영철 : 김두한 역 (아역 곽정욱)
- 김혁 → 김영호 : 이정재 역
- 조상구 : 시라소니(이성순) 역
- 정동환 : 최동열 역

### 종로 세력

#### 신 우미관
- 박영록 : 김영태 역
- 이혁재 : 김무옥 역
- 장세진 : 문영철 역
- 성우진 : 삼수 역
- 이동훈 → 성동일 : 개코 역 (아역 류종원)
- 윤용현 : 신영균 역
- 최민서 → 정일모 : 홍만길 역
- 남창희 → 이배국 : 휘발유(고경주) 역
- 이정용 : 김관철 역
- 정호근, 구보석 : 아오마스 역
- 이영재 : 홍영철 역
- 서동수 : 털보 역
- 최상학 : 번개 역
- 김진형 : 아구(박정철) 역
- 강성하 : 갈치(이창원) 역
- ? : 병수 역

#### 구 우미관
- 이원종 : 구마적(고희경) 역
- 이재포 : 왕발(김영호) 역
- 손호균 : 상하이 박 역
- 정은찬 : 뭉치 역
- 이무현 : 평양박치기 역
- 윤택상 : 빡빡이 역
- 김승준 : 제비 역

### 동대문 세력
- 유태웅 : 유지광 역
- 최준용 : 임화수 역
- 김영기 : 김기홍 역
- 차룡 : 조열승 역
- 손호균[1] : 이석재 역
- 이일재 : 김동진 역
- 이일화 : 이영숙 역
- 이광기 : 이억일 역
- 호산 : 낙화유수 역
- 박정학 : 도꾸야마 역
- 이철민 : 권상사 역
- 김동수 : 고바우(주요한) 역
- 박동빈 : 독사 역
- 김주호 : 보스 역
- 손헌수 : 눈물의 곡절(차민섭) 역
- 김은현 : 곽철용 역 (종로회관 악단장)
- 미상 : 사마귀 역
- 최낙희 : 통발 역
- 김호진 : 민교수 역
- 방형주 : 고릴라 역
- 허웅 : 망치(류재호) 역
- 김기진 : 황소 역
- 정소이 : 백장미 역

### 명동 세력
- 안승훈 : 이화룡 역
- 정형기 : 정팔 역
- 라재웅 : 오상사(신상사) 역
- 박재웅 → 함석훈 : 황병관 역
- 임주완 : 맨발의 대장 역
- 고영채[2] : 달마 역

### 야시장(종로2가) 세력
- 박준규 : 쌍칼 역(특별출연)
- 최철호 : 신마적(엄동욱) 역(특별출연)

### 염천교 세력
- 함재석 : 염천교 똥돼지 역

### 마포 세력
- 권용운 : 용식(정춘식) 역
- 미상 : 팔찌 정 역
- 미상 : 삼손 역

### 서대문 세력
- 최화영 : 개고기 김 역
- 황덕재 : 작두 역

### 종로 세력 - 광화문(시구문)패
- 황우연 : 짝코 역
- 정두겸 : 작살 박 역
- 미상 : 짜구 역

### 충정로 세력
- 이제락 : 최창수 역
- 함재석[3] : 돼지(신정식) 역

### 영등포 세력
- 미상 : 영등포패 오야붕 역
- 박정민 : 천만우 역

### 이천 세력
- 양지호 : 장도리 역

### 부산 세력
- 김유철 : 고사이마찌 역
- 신재명 : 부산 도끼 역
- 공호석 : 부산 도끼 부하 역

### 기타 조선 주먹
- 최낙희 : 통깨 역
- 지성환 : 물개 역

### 캘로부대 세력
- 미상 : 찰스 윌리엄 윌로우비[4] 역
- 미상 : 종수 역

### 김두한의 가족
- 최동준 : 김좌진 역 - 김두한의 아버지, 대한독립군 사령관
- 이덕희 : 오숙근 역 - 김좌진의 본처, 김두한의 계모, 김석출과 김철한의 생모
- 정영숙 : 이씨[5] 역 - 김두한의 친할머니
- 고두심 : 김두한의 외할머니 역
- 조형기 : 김두한의 외삼촌 역
- 이현실 : 김두한의 외숙모 역
- 전미선 : 박계숙(김계월) 역 - 김두한의 생모
- 이원종 : 이경익 역 - 김두한의 장인
- 손민경 → 변소정 : 이재희 역 - 김두한의 아내
- 송민주 → 미상[6] : 김을동[7] 역 - 김두한의 딸
- 미상 : 김경동 역[8] - 김두한의 아들

### 최동열의 주변 인물
- 오승명 : 최상우 역 - 최동열 아버지
- 최항석 : 임동호 역
- 이원용 : 김이수 역
- 이규준 : 기자 역
- 조재훈 : 편집국장 역
- 전해룡 : 기자 동료후배 역
- 서진원 : 잡지사 상록수 직원 역
- 이상은 : 잡지사 상록수 직원 역

### 수표교 사람들
- 배미자: 정진영의 모친 역
- 김윤성: 수표교 왕초 역
- 김승민 (소년 성인규): 왕눈이 역
- 문혁: 깍두기 역

### 야쿠자 세력
- 이창훈 : 하야시(선우영빈) 역
- 이상인 : 가미소리 역
- 최민용 → 이세창 : 시바루 역
- 박승호 : 미우라 역
- 남일우 : 고노에 역
- 김희정 : 사야꼬 역
- 이세은 : 나미꼬 역
- 전기광 : 다나까 역
- 김정훈 : 기타노 역
- 이원발 : 사고야마 역
- 김희대 : 오노 역

### 독립운동가
- 손종범 : 나석주 역
- 장동직 : 유태권 역
- 유형관 : 한용운 역
- 정대용 : 만공 역
- 김태영 : 이규갑 역
- 이성용 : 홍명희 역
- 이순재 : 원노인 역
- 김광인 : 최석규 역
- 허기호 : 김성수 역

### 소련군
- 미상 : 박상실 역

### 총독부
- 전무송 : 사이또 마꼬또 역
- 권오현(목소리: 오세홍) : 미나미 지로 역
- 이성호 : 코이치로 역
- 기정수 : 단게 이쿠다로 역

### 종로서
- 박영지 : 오까 역
- 이재용 : 미와 역
- 최재성 : 마루오까 역
- 김성수 : 오무라 역
- 김호진 : 김태서 역
- 양형호 : 문달영 역
- 김홍수 : 사법계 형사 역

### 일본군
- 최상훈 : 다이호 역
- 김선동[9] : 스즈끼 역
- 김태종 → 미상 : 일본군 대위 역
- 공재원 : 일본군 장교 역
- 서범식[10] : 요시모토 역
- 김문찬 : 일본 헌병대 역
- 황일청

### 조선 기생 및 관련 인물
- 허영란 : 설향 역
- 조여정 : 애란 역
- 이윤성 : 애기보살 역
- 최보은 : 매향 역
- 최진홍 : 지배인 역
- 심형탁 : 정운경 역

### 박인애 및 주변 인물
- 정소영 : 박인애 역
- 김기현 : 박춘영 역 - 박인애의 부친
- 장희진 : 박인애의 모친 역
- 안성민 : 박인석 역 - 박인애의 오빠
- 김윤중 : 이군 역 - 박인애의 남편
- 이경화 : 최숙향 역
- 김명수 : 박인애의 시아버지 역
- 이경순 : 박인애의 시어머니 역

### 공산당 세력
- 김정민 → 차광수 : 정진영 역 (아역 서현석)
- 임병기 : 박헌영 역
- 김종국 : 신불출 역
- 이상은 → 나경미 : 김해숙 역
- 도기석 : 김천호 역
- 나한일 : 금강 역
- 김영인[11] : 심영 역
- 맹봉학 : 김원봉 역
- 이종래 : 허성탁 역
- 김두삼 : 이현상 역
- 김기복 : 장권 역
- 김영석 : 송병무 역
- 신종훈 : 김대원 역
- 홍승모 : 김규엽 역
- 정종현 : 석준경 역
- 이정성 : 황철 역
- 미상 : 문예봉 역
- 미상 : 임선규 역

### 해방기 정치인, 백의사 세력들
- 이영후 : 김구 역
- 김윤형 : 여운형 역
- 문회원 : 김규식 역
- 이대로 : 염동진 역
- 김동현 : 엄항섭 역
- 송귀현 : 백관옥 역
- 홍륜의 : 박용직 역
- 유태술 : 조중서 역
- 조상기 : 상하이 조(조희창) 역
- 송금식 : 김후옥 역
- 나기수 : 조개옥 역
- 이종구 : 스털링[12] 역
- 미상 : 월터 스톤[13] 역

### 미군
- 미상 : 존 하지 역 - 미군정 사령관
- 미상 : 페어드 역 - 미국 장군
- 미상 : 아놀드 역 - 미국 장군
- 럭키 : 워태커 역 - 미군 중령
- 미상 : 버치 역 - 워태커 부관
- 미상 : 군사법정 판사[14] 역
- 미상 : 잭 앤더슨 역 - 미군 소령, 김두한 재판 당시 검사
- 미상 : 해리슨 역 - 미군 소령, 김두한 재판 당시 변호사
- 미상 : 프레드 역 - 오키나와 형무소장
- 미상 : 오키나와 형무소 부소장[15] 역
- 미상 : 잭 역 - 오키나와 형무소 교도관, 김두한-마이클 결투 심판원
- 미상 : 마이클 역 - 미군 상사
- 미상 : 미군양반 역 - 부산 계엄사령부 미군 군관

### 제1공화국 야당
- 김학철 : 조병옥 역
- 이효정 : 유진산 역
- 임혁주 : 장택상 역
- 황윤걸 : 이범석 역
- 변신호 : 임영신 역
- 신국 : 장면 역
- 김정하 : 진숙 역
- 미상 : 이시영 역
- 진봉진 : 신익희 역
- 정명준 : 김영삼 역
- 한영수 : 김대중 역
- 한춘일 : 조봉암 역
- 맹봉학 : 조용순[16] 역
- 박승규 : 김태선 역
- 이범우 : 함태영 역
- 김영석 : 곽상훈 역
- 김지영 : 박순천 역
- 정국진 : 이만섭 역
- 이병식 : 김효석 역
- 이필훈 : 한격만[17] 역
- 이지형 : 김윤도 역
- 남성진 : 곽영주 역
- 원종선 : 이철승 역
- 정두겸 : 홍길상 역
- 미상 : 오정배 역

### 제1공화국 여당, 자유당
- 권성덕 : 이승만 역 (대한민국 1~3대 대통령)
- 김린 : 프란체스카 역
- 이인철 : 이기붕 역
- 남현주 : 박마리아 역
- 이재현 : 이강석 역
- 윤영삼 : 이강욱 역
- 서학 : 이익흥 역
- 배도환 : 한백수 역
- 김기진 : 이윤영 역
- 김강산 : 장경근 역
- 김선동 : 신도환 역
- 윤순홍 : 최순주 역
- 김영 : 신성모 역
- 안치용 : 여운홍 역
- 남영진 : 채병덕 역
- 정하완 → 오동영 → 김세민 : 김종원 역
- 이일웅 : 이갑성 역
- 최한호 : 김창룡 역
- 이석구 : 원용덕 역

### 6.25전쟁 관련
- 홍순창 : 상인 역
- 신준영 : 상인 역
- 이용직 : 경찰 역
- 박통일 : 김석원 역
- 전병옥 : 김책 역
- 나재균 : 리승엽 역

### 백병원
- 강승원 : 백인제(의사양반) 역[18]
- 이계영 : 김희규 역[19]

### 반민특위
- 김영석 : 김상덕 역

#### 친일파
- 한태일 : 최린 역
- 박태호 : 최남선 역
- 이중열 : 박흥식 역
- 신흥철 : 이종형 역
- 이석구 : 이광수 역
- 서영탁 : 노덕술 역
- 이승찬 : 백민태 역

### 평화극장
- 주부진 : 임화수 어머니 역
- 정형기 : 쪽박 역
- 김석만 : 멸치 역
- 정재곤 : 최무룡[20] 역
- 배영만 : 김희갑 역
- 윤영삼 : 양석천 역
- 신성원 : 김수목 역

### 김두한계
- 정종준 : 정대발 역
- 이승형 : 채원기 역
- 이정호 : 이찬오 / 신기범 역
- 정국진 : 이만섭 역

### 제2공화국 관련 인물
- 안치용 : 박승준 역

### 제3공화국, 제4공화국 관련 인물
- 이창환 : 박정희 역
- 한창호 : 김종필 역
- 박상만 : 김형욱 역
- 이용진 : 이후락 역
- 이경영 : 장도영 역
- 차기환 : 최영규 역
- 양재원 : 송요찬 역
- 전병옥
- 김영석

### 그 외 인물
- 한근욱 : 미야케 시카노스케 역
- 신원균 : 야당 의원들을 구타하는 형사 역
- 이환지 : 가네야마 역
- 박종설 : 김무옥의 아버지 역
- 정정아 : 순이 역
- 기정수 : 현도스님 역
- 김경하 : 동대문시장 장사꾼 역
- 김영민 : 김근역 역
- 김태형 : 수도경찰청 형사 역
- 유태술 : 김득만 역
- 양동재 : 오키나와 미군형무소 조선인 수감자 역
- 노수성 : 서대문 부두목 역
- 윤갑수 : 친일파 부자 역
- 유순철 : 공창수 역
- 한순례 : 강릉 김씨 역[21]
- 한대관 : 조일환 역
- 온주완 : 일본인 학생 역
- 박정우 : 일본 축구부 주장 역
- 변신호 : 이재희의 집 여종 역
- 이정성 : 설향을 희롱하는 명월관 손님 역
- 김홍수 : 종로서 형사 역
- 백민 : 박 형사 역
- 오성열 : 김상도 (이갑성 경호원) 역
- 전홍렬 : 지방 오야붕 역
- 이경근 : 압록강 동지회원 역
- 미상 : 서북청년단원 역
- 김철수 : 서북청년단원 역
- 김원중 : 가미소리패 역
- 심훈기 : 켈로부대원 역
- 이용직 : 켈로부대원 역
- 이설구 : 켈로부대원 역
- 윤자경 : 공산당 여공 역
- 이주창 : 공산당 수사관 역
- 최범호 : 구마적의 고향 친구 역
- 강경헌 : 이기붕 여비서 역
- 미상 : 평화극장 여직원(문금순) 역
- 신덕호 : 교도관 역
- 이종구 : 종로 유지 역
- 김하림 : 정육점 주인 역
- 최동균 : 상인 역
- 김영 : 식당 주인 역
- 신신범 : 상인 역
- 최건호 : 종로회관 웨이터 역
- 김경애 : 상인 역
- 주효만 : 종로 전당포 주인 역
- 김동석 : 김형사 역
- 김정애 : 식당 주인 역
- 장정국
- 김미주
- 민준현
- 정요숙
- 권오영
- 원숙희
- 윤경호
- 최윤준
- 서왕석
- 김용운
- 정강희
- 이원하